# Pseudopostega lateriplicata
Pseudopostega lateriplicata là một loài bướm đêm thuộc họ Opostegidae. Nó là loài duy nhất được tìm thấy ở the La Selva Biological Reserve, a lowland rainforest area ở đông bắc Costa Rica.
Chiều dài cánh trước khoảng 1.9 mm. Adults are mostly white with white forewing marked with a small, pale brown, dorsal spot just below middle of dorsal margin. Con trưởng thành bay vào tháng 3.